# Ozonowanie wody
Ozonowanie wody – jeden ze sposobów oczyszczania wody z drobnoustrojów (dezynfekcji wody). Woda mieszana jest z ozonem w mieszalnikach inżektorowych i nasycona przepływa przez zbiornik kontaktowy, gdzie zachodzi proces dezynfekcji. Zużycie ozonu wynosi 0,6–4 g/m³, czas kontaktu z wodą ok. 10 min. Cząsteczka ozonu ulega rozpadowi tworząc tlen cząsteczkowy.
Ozonowanie wykorzystywane jest m.in. do uzdatniania wody kranowej czy wody w basenach pływackich, ponieważ lepiej niż chlor usuwa bakterie, zapachy czy przetrwalniki. Na korzyść stosowania ozonu przemawia też znaczny stopień natlenienia, hamującego rozwój drobnoustrojów beztlenowych, niekorzystnych dla zdrowia człowieka.
Ozon to jeden z najbardziej skutecznych utleniaczy. Jego dodatkowym atutem jest przyjazność środowisku – po zastosowaniu rozkłada się do tlenu.
W Polsce zaczęto badać możliwość uzdatniania wody pitnej przez ozonowanie w 1956 r. w Krakowie. Stwierdzono poprawę walorów smakowych i zapachowych wody z Wisły. Instalacja do ozonowania zaczęła normalną pracę 29 kwietnia 1959 r. W kolejnych dekadach powstawały następne instalacje ozonowania wody – w ramach modernizacji istniejących już obiektów lub jako integralna część nowy instalacji.
Ze względu na swoje właściwości od 2004 roku na mocy rozporządzenia Ministra Zdrowia z dnia 29 kwietnia dopuszczalne jest także stosowanie śladowych ilości ozonu w procesie napowietrzania wód źródlanych i mineralnych.

## Ozonowanie wody w praktyce
W trakcie procesu ozonowania cząsteczka ozonu ulega rozpadowi, tworząc tlen cząsteczkowy. W związku z tym w ozonowanej wodzie nie ma już wolnego ozonu, który chroniłby ją przed wtórnym skażeniem. Dlatego ozonowana woda nie jest tak odporna na przesyłanie rurociągami, jak woda chlorowana (zjawisko nie występuje w szczelnych opakowaniach plastikowych lub szklanych).
Ozon nie może całkowicie wyeliminować chloru z procesu uzdatniania wody, jednak może go w istotny sposób ograniczyć do minimum – w ilości niezbędnej do utrzymania w sterylności wszystkich nitek sieci wodociągowej po przejściu wody przez stację uzdatniania. Zabieg taki wyraźnie poprawia właściwości organoleptyczne spożywanej wody (brak wyczuwalnego zapachu i smaku chloru oraz mętnego zabarwienia).
Ozonowanie jako zaawansowany proces utleniania wykorzystywane jest w procesach technologicznych, ponieważ:
- przyśpiesza niektóre reakcje chemiczne (np. utlenianie),
- wspomaga procesy filtracyjne przez aglomeracje cząsteczek,
- pozwala efektywnie usunąć m.in. żelazo, mangan i amoniak,
- przyspiesza utlenianie mikrozanieczyszczeń oraz naturalnej materii organicznej,
- przywraca wodzie naturalną barwę i krystaliczną przejrzystość,
- usuwa z wody nieprzyjemny smak i zapach,
- zapewnia czystość mikrobiologiczną – usuwa bakterie, wirusy, ich spory i cysty oraz pleśnie i grzyby.

## Inne zastosowania
Wykorzystując generatory ozonu lub wodę nasyconą ozonem, ozonowanie można stosować do innych celów, np.:
- do płukania i dezynfekcji PETów, butelek, zbiorników i instalacji,
- w produkcji spożywczej do uzdatnienia wody produkcyjnej i technologicznej,
- do mycia i dezynfekcji owoców, jarzyn, warzyw i mięs – opóźnia psucie się i przejrzewanie[4],
- do dezynfekcji pomieszczeń[4],
- przy produkcji lodu – wydłuża trwałość mrożonek,
- przy hodowli ryb w stawach – w procesach ciągłego uzdatniania wody i jej napowietrzania,
- w basenach kąpielowych do usuwania (utleniania) zanieczyszczeń oraz dezynfekcji wody – eliminuje do minimum wykorzystanie chloru,
- w obiegach zamkniętych odzyskiwania wody w kąpielach mineralnych,
- do mineralizacji, oczyszczania i odbarwiania ścieków,
- do usuwania nieprzyjemnych zapachów – dezodoryzacja[4],
- do dezynfekcji kanałów wentylacyjnych oraz odgrzybiania klimatyzacji,
- w branży kosmetycznej i medycynie naturalnej,
- do oczyszczania gazów w przemyśle metalurgicznym.